# 关泽恩烈士故居遗址
关泽恩烈士故居遗址，位于中国广东省湛江市廉江市廉城镇东街33号，为湛江市廉江市的一个市级文物保护单位，类型为近现代重要史迹及代表性建筑，公布时间为1987年12月1日。
关泽恩烈士故居遗址的历史年代为抗日战争时期。